# Pehonko
Pehonko eller Péhunco är en kommun i departementet Atacora i Benin. Kommunen har en yta på 1 900 km2, och den hade 78 217 invånare år 2013.

## Arrondissement
Pehonko är delat i tre arrondissement: Gnémasson, Pehonko och Tobré.